# Kanaal van Bernistap

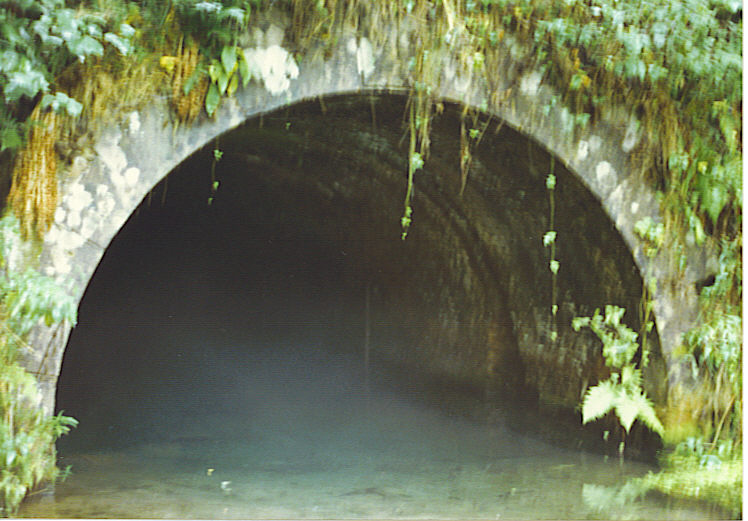
kanaaltunnel bij Bernistap

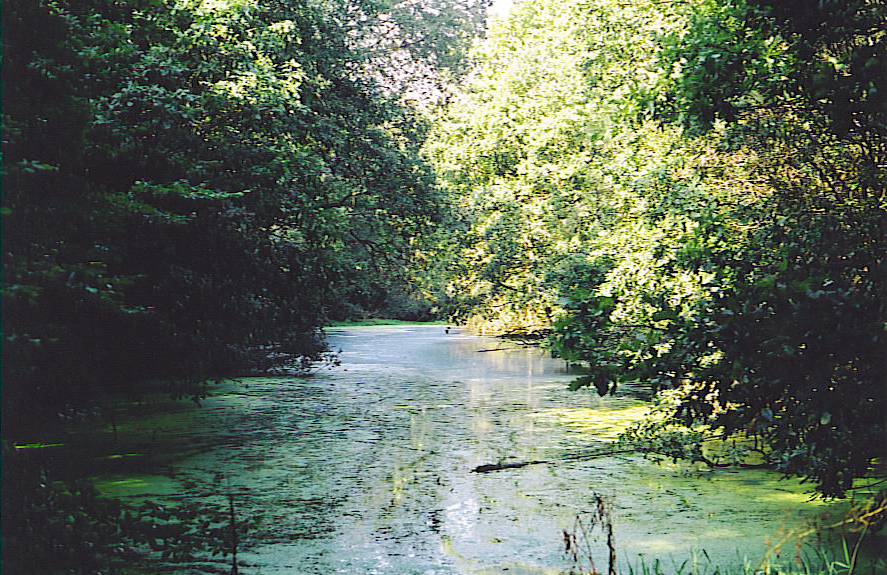
overwoekerd kanaalpand bij Bernistap

Het Kanaal van Bernistap is een deel van het Ourthekanaal, een nooit afgewerkt stuk op het grondgebied van de gemeente Houffalize in de provincie Luxemburg
De regering van het Verenigd Koninkrijk der Nederlanden begon in januari 1829 met de bouw van een Maas-Moezelkanaal, dwars door de Ardennen.  Het zou een smal en ondiep kanaal voor platbodemschuitjes worden. Het kanaal moest de waterscheiding tussen de Oostelijke Ourthe en de Sûre oversteken. Ten oosten van het dorpje Bernistap werd die scheiding gevormd door een 490 meter hoge heuvel van leisteen, nu op de grens tussen Belgisch Luxemburg en het Groothertogdom Luxemburg.  In deze heuvel werd een diepe kunstmatige vallei gegraven, maar het hoogste deel zou overwonnen worden met een kanaaltunnel met een lengte van 2528 meter.  De Belgische Revolutie van 1830 maakte een eind aan de tunnelwerken, toen men 1130 meter ver was.  
De ruïne van het kanaal en de tunnel zijn te bereiken vanuit het dorpje Buret bij Tavigny.  De toegang tot aan de tunnelmond en zeker in de tunnel is verboden.